# The Great North
The Great North é uma sitcom animada adulta americana criada por Wendy Molyneux, Lizzie Molyneux e Minty Lewis para a Fox Broadcasting Company. As irmãs Molyneux e Lewis atuam como produtoras executivas junto com Loren Bouchard, com a série usando o mesmo estilo de animação das série anteriores de Bouchard, Bob's Burgers e Central Park. A série estreou em 3 de janeiro de 2021 e é estrelada por Nick Offerman, Jenny Slate, Will Forte, Dulcé Sloan, Paul Rust, Aparna Nancherla, Megan Mullally e Alanis Morissette.
Em junho de 2020, a série foi renovada para uma segunda temporada antes de sua estreia. Em maio de 2021, a série foi renovada para uma terceira temporada após a exibição do final da primeira temporada. A segunda temporada estreou em 26 de setembro de 2021. A terceira temporada está prevista para estrear em 25 de setembro de 2022.

## Premissa
Beef Tobin é um pai solteiro que vive na cidade fictícia de Lone Moose, no Alasca, com seus quatro filhos, Wolf, Ham, Judy e Moon. A vida de Beef é centrada em criar seus filhos e manter a família unida. Ele às vezes é autoritário e sufocante, mas seu profundo amor por sua família é um tema central em cada episódio da série.

## Elenco de vozes

### Principal
- Nick Offerman como Beef Tobin, o protagonista principal que é pescador e pai divorciado de quatro filhos. Beef ainda está se conformando com o abandono de sua ex-esposa Kathleen. Ele passou anos fingindo que ela morreu tragicamente, apesar de todas as crianças Tobin saberem a verdade. Ele é um pai solidário que incentiva seus filhos a amar e respeitar os outros, embora às vezes lute com as muitas mudanças que acontecem em suas vidas e se preocupe com o fato de eles se separarem.[2]
- Jenny Slate como Judy Tobin, uma jovem de dezesseis anos com inclinação artística e a única meninas dos filhos de Beef. Judy ama sua família, compartilhando um vínculo profundo com seu irmão "gêmeo do Alasca" Ham (eles não são gêmeos de verdade, mas nasceram com 9 meses de diferença). Ela sonha em explorar o mundo além de sua pequena e remota cidade natal.[2]
- Will Forte como Wolf Tobin, filho mais velho de Beef e marido de Honeybee. Um jovem sensível e otimista, Wolf deseja deixar seu pai orgulhoso, embora sua ânsia muitas vezes o coloque além de sua profundidade.[2]
- Dulcé Sloan como Honeybee Shaw, esposa afro-americana de Wolf. Confiante e aventureira, ela se mudou de sua cidade natal de Fresno depois de se apaixonar por Wolf, e agora está se adaptando à vida em uma pequena cidade de pescadores do Alasca.[2]
- Paul Rust como Ham Tobin, filho do meio de Beef. Ham é abertamente gay, o que sua família abraça. Ele compartilha um vínculo profundo com sua irmã "gêmea do Alasca", Judy, e muitas vezes colaboram em empreendimentos criativos. Ele gosta de confeitar e secretamente se torna a "dama do bolo" da cidade depois que a anterior foi presa.[2] Ele é o vocalista da First Punk Band de Lone Moose.
- Aparna Nancherla como Moon Tobin, o filho mais novo de Beef, que compartilha o comportamento estóico de Beef e sua paixão por atividades ao ar livre. Apesar de ter apenas 10 anos de idade, Moon não tem medo da intimidante vida selvagem do Alasca, e muitas vezes é visto construindo armadilhas para vários animais (de galo silvestre a Pé-grande) ou explorando o deserto ao redor da casa da família. Moon usa um macacão de urso quase o tempo todo, até mesmo para a escola.[2]

### Recorrente
- Ron Funches como Jerry Shaw, irmão de Honeybee que aparece em flashbacks no terceiro episódio "Avocado Barter Adventure" antes que o personagem se mude para Lone Moose, Alaska no oitavo episódio "Keep Beef-lieven' Adventure" e compareça ao casamento de Honeybee e Wolf no primeiro final de temporada. Jerry consegue um emprego como mascote do Pé-grande.
- Megan Mullally como Alyson Lefebvrere, chefe de Judy no estúdio de fotografia e artista por direito próprio.[2]
- Alanis Morissette como Alanis Morissette, A interpretação de Judy da aclamada cantora e sua aparente amiga imaginária que só aparece na Aurora Boreal. Judy muitas vezes fala com ela para orientação sobre certas coisas. Servindo para referenciar o papel de Morissette como Deus nos filmes de View Askewniverse de Kevin Smith, Dogma e Jay and Silent Bob Strike Back, Morissette é ocasionalmente mostrada como existindo separadamente da imaginação de Judy.[2]

### Convidado
| - Judith Shelton como Londra Pennypacker - Julio Torres como Crispin Cienfuegos - Robin Thede como Diondra Tundra - Ray Dewilde como Prefeito Peppers - David Herman como Gill Beavers e Santiago Carpaccio - Ariel Tweto como Kima Brewper - Nat Faxon como Calvin - John Early como Henry - Chelsea Peretti como Lara Silverblatt - Phil LaMarr como Louis Shaw - Gabe Delahaye como Velho Jody Jr - Tim Bagley como Diretor Gibbons - Daniele Gaither como Ruth Shaw - Sean Clements como John Johnson - Martha Kelly como Bethany - Charlie Kelly como Drama John - Timm Sharp como Greg | - Mindy Sterling como Junkyard Kyle e Sandy Flarts - Andy Daly como Tio Mike - Kelvin Yu como Steven Huang - Brooke Dillman como Dell e Zoya - Tim Jennings como Sebastian - Rose Abdoo como Belvaand Ziska - Mark McKinney como Morris, Stan, e Werner - Patti Harrison como Debbie - J. K. Simmons como Tusk Johnson - Rhys Darby como Denny the Snowflake - Rob Delaney como Brian - Leslie Jordan como Thomas Wintersbone - Shannon Woodward como Becca - Wyatt Cenac como Dr. Gary - Margaret Cho como Jan - Paul F. Tompkins como Dr. Golovkin - Reggie Watts como Quay - Ziwe Fumudoh como Amelia |

## Episódios

### Resumo da série
| Temporada | Temporada | Episódios | Episódios | Originalmente exibido  | Originalmente exibido |
| Temporada | Temporada | Episódios | Episódios | Estreia da temporada   | Final da temporada    |
| --------- | --------- | --------- | --------- | ---------------------- | --------------------- |
|           | 1         | 11        | 11        | 3 de janeiro de 2021   | 16 de maio de 2021    |
|           | 2         | 22        | 22        | 26 de setembro de 2021 | 22 de maio de 2022    |

### 1.ª temporada (2021)
| N.º geral | N.º na temp. | Título                          | Dirigido por                 | Escrito por                                            | Exibição original       | Cód. de produção | Audiência nos EUA (milhões) |
| --------- | ------------ | ------------------------------- | ---------------------------- | ------------------------------------------------------ | ----------------------- | ---------------- | --------------------------- |
| 1         | 1            | "Sexi Moose Adventure"          | Carlos Ramos & Casey Crowe   | Lizzie Molyneux-Logelin & Wendy Molyneux & Minty Lewis | 3 de janeiro de 2021    | 1LBW01           | 2.34                        |
| 2         | 2            | "Feast of Not People Adventure" | Joel Moser                   | Minty Lewis                                            | 17 de janeiro de 2021   | 1LBW03           | 6.10                        |
| 3         | 3            | "Avocado Barter Adventure"      | Will Strode                  | Gabe Delahaye                                          | 21 de fevereiro de 2021 | 1LBW04           | 1.16                        |
| 4         | 4            | "Romantic Meat-Based Adventure" | Carlos Ramos & Paul Scarlata | Lizzie Molyneux-Logelin & Wendy Molyneux               | 28 de fevereiro de 2021 | 1LBW02           | 0.97                        |
| 5         | 5            | "Curl Interrupted Adventure"    | Joel Moser                   | Matt Lawton                                            | 7 de março de 2021      | 1LBW05           | 1.05                        |
| 6         | 6            | "Pride & Prejudance Adventure"  | Neil Graf                    | Charlie Kelly                                          | 14 de março de 2021     | 1LBW06           | 1.12                        |
| 7         | 7            | "Period Piece Adventure"        | Will Strode                  | Michelle Badillo & Caroline Levich                     | 21 de março de 2021     | 1LBW07           | 0.92                        |
| 8         | 8            | "Keep Beef-lievin' Adventure"   | Joel Moser                   | Ted Travelstead                                        | 11 de abril de 2021     | 1LBW08           | 1.03                        |
| 9         | 9            | "Tusk in the Wind Adventure"    | Neil Graf                    | Kevin Avery                                            | 18 de abril de 2021     | 1LBW09           | 0.94                        |
| 10        | 10           | "Game of Snownes Adventure"     | Neil Graf                    | Kashana Cauley                                         | 9 de maio de 2021       | 1LBW12           | 0.84                        |
| 11        | 11           | "My Fart Will Go on Adventure"  | Will Strode                  | Laura Hooper Beck & Mike Olsen                         | 16 de maio de 2021      | 1LBW13           | 0.81                        |

### 2.ª temporada (2021–22)
| N.º geral | N.º na temp. | Título                           | Dirigido por     | Escrito por       | Exibição original       | Cód. de produção | Audiência nos EUA (milhões) |
| --------- | ------------ | -------------------------------- | ---------------- | ----------------- | ----------------------- | ---------------- | --------------------------- |
| 12        | 1            | "Brace/Off Adventure"            | Mario D'Anna     | Caroline Levich   | 26 de setembro de 2021  | 2LBW02           | 1.85                        |
| 13        | 2            | "The Great Punkin' Adventure"    | Celestino Marina | Matt Lawton       | 3 de outubro de 2021    | 2LBW01           | 0.99                        |
| 14        | 3            | "The Yawn of the Dead Adventure" | Joel Moser       | Kevin Seccia      | 10 de outubro de 2021   | 1LBW11           | 1.99                        |
| 15        | 4            | "Wanted: Delmer Alive Adventure" | Tom King         | Mike Olsen        | 17 de outubro de 2021   | 2LBW04           | 1.05                        |
| 16        | 5            | "Beef's Craig Beef Adventure"    | Will Strode      | Thomas Reyes      | 24 de outubro de 2021   | 1LBW10           | 1.17                        |
| 17        | 6            | "Skidmark Holmes Adventure"      | Paul Scarlata    | Laura Hooper Beck | 7 de novembro de 2021   | 2LBW03           | 1.69                        |
| 18        | 7            | "Tasteful Noods Adventure"       | Michael Baylis   | Ted Travelstead   | 14 de novembro de 2021  | 2LBW06           | 1.03                        |
| 19        | 8            | "Good Beef Hunting Adventure"    | Neil Graf        | Kevin Seccia      | 21 de novembro de 2021  | 2LBW05           | 2.15                        |
| 20        | 9            | "From Tusk Til Dawn Adventure"   | Mario D'Anna     | Kevin Avery       | 28 de novembro de 2021  | 2LBW07           | 1.81                        |
| 21        | 10           | "Dip the Halls Adventure"        | Neil Graf        | Thomas Reyes      | 19 de dezembro de 2021  | 2LBW10           | 1.92                        |
| 22        | 11           | "Dances with Wolfs Adventure"    | Tom King         | Charlie Kelly     | 2 de janeiro de 2022    | 2LBW09           | 1.35                        |
| 23        | 12           | "Beef Mommas House Adventure"    | Michael Baylis   | Kashana Cauley    | 27 de fevereiro de 2022 | 2LBW11           | 0.94                        |
| 24        | 13           | "Saved by the Spells Adventure"  | Paul Scarlata    | Gabe Delahaye     | 6 de março de 2022      | 2LBW08           | 1.08                        |
| 25        | 14           | "Stools Rush in Adventure"       | Mario D'Anna     | Carrie Clifford   | 13 de março de 2022     | 2LBW12           | 0.79                        |
| 26        | 15           | "You've Got Math Adventure"      | Neil Graf        | Caroline Levich   | 20 de março de 2022     | 2LBW14           | 0.78                        |
| 27        | 16           | "As Goldie as It Gets Adventure" | Michael Baylis   | Laura Hooper Beck | 27 de março de 2022     | 2LBW15           | 0.82                        |
| 28        | 17           | "Dead Moon Walking Adventure"    | Paul Scarlata    | Mike Olsen        | 10 de abril de 2022     | 2LBW16           | 0.77                        |
| 29        | 18           | "Beef's in Toyland Adventure"    | Neil Graf        | Kevin Seccia      | 24 de abril de 2022     | 2LBW17           | 0.75                        |
| 30        | 19           | "Poetry of the Penals Adventure" | Michael Baylis   | Ted Travelstead   | 1 de maio de 2022       | 2LBW18           | 0.75                        |
| 31        | 20           | "Say It Again, Ham Adventure"    | Paul Scarlata    | Charlie Kelly     | 8 de maio de 2022       | 2LBW21           | 0.71                        |
| 32        | 21           | "Slide & Wet-Judice Adventure"   | Neil Graf        | Gabe Delahaye     | 15 de maio de 2022      | 2LBW20           | 0.83                        |
| 33        | 22           | "Papa Don't Fiend Adventure"     | Paul Scarlata    | Matt Lawton       | 22 de maio de 2022      | 2LBW13           | 0.69                        |

## Produção

### Desenvolvimento
Em 28 de setembro de 2018, foi anunciado pela primeira vez que a série estava em desenvolvimento, pelas criadoras Wendy e Lizzie Molyneux e Minty Lewis, com Loren Bouchard também definido como produtor executivo. A série foi oficialmente encomendada pela Fox em 9 de maio de 2019, com a Bento Box Entertainment, a Fox Entertainment e a 20th Television atuando como empresas produtoras.
Em 13 de maio de 2019, foi anunciado que a série estava programada para estrear em 2020, no entanto, em 11 de maio de 2020, foi anunciado que estava planejado para estrear no meio da temporada durante a temporada de televisão de 2020-21. Posteriormente, foi revelado que a série estrearia em fevereiro de 2021. Em 22 de junho de 2020, a Fox renovou a série para uma segunda temporada antes de sua estreia. Em 18 de dezembro de 2020, foi anunciado que a série iria estrear em 14 de fevereiro de 2021, como parte do bloco de programação Animation Domination da Fox. Em 22 de dezembro de 2020, foi anunciado que a série receberia uma prévia especial em 3 de janeiro de 2021. Em 17 de maio de 2021, a Fox renovou a série para uma terceira temporada, um dia após o final da primeira temporada ser transmitido. A segunda temporada estreou em 26 de setembro de 2021.. A terceira temporada está programada para estrear em 25 de setembro de 2022.

### Seleção de elenco
Em 28 de setembro de 2018, quando a série foi anunciada pela primeira vez, foi revelado que Nick Offerman, Jenny Slate, Megan Mullally, Paul Rust, Aparna Nancherla, Will Forte e Dulcé Sloan haviam sido escalados para a série. Em 22 de junho de 2020, foi revelado que Alanis Morissette daria sua voz na série. Em fevereiro de 2021, mais membros do elenco se juntaram à equipe em papéis especiais. Judith Shelton aparece no primeiro episódio como Londra Pennypacker, uma senhora que trabalha na doca, e Julio Torres como um menino que trabalha no shopping de uma loja de smoothies e por quem Judy tem uma queda, chamado Crispin Cienfuegos. No terceiro episódio, Gabe Delahaye dubla o permutador Old Jody Jr. em um papel convidado.

## Transmissão
No Canadá, a série foi ao ar na Citytv em sua primeira temporada. O programa está disponível para transmissão no Hulu nos Estados Unidos e pode ser comprado em todas as principais lojas digitais. Na Índia, a série é transmitida simultaneamente no Disney+ Hotstar por causa do acordo de produção da 20th Television com a Star India. O programa está disponível para transmissão no Disney+ por meio do hub de conteúdo Star em territórios selecionados. Na América Latina, a série foi disponibilizada através do Star+ em 13 de outubro de 2021.
Na Dinamarca, o programa estreou inicialmente exclusivamente no Xee em 9 de julho de 2021. O programa foi posteriormente adicionado ao Disney+ na Dinamarca em 9 de março de 2022, com toda a primeira temporada e os três primeiros episódios da segunda temporada incluídos.

## Recepção
No Rotten Tomatoes, a série possui um índice de aprovação de 100% com base em 15 avaliações, com uma classificação média de 7.90/10. O consenso dos críticos do site diz: "Tão aconchegante quanto uma noite relaxando ao lado da lareira com suas pessoas engraçadas favoritas, The Great North é uma adição deliciosamente hilária à programação da Fox's Animation Domination." No Metacritic, a série tem uma pontuação média ponderada de 77 em 100 com base em 10 críticos, indicando "críticas geralmente favoráveis".
Daniel Fienberg, do The Hollywood Reporter, disse: "Agradavelmente parecido com Bob's Burgers, com muito espaço para crescer". Ele observou que a série só fez referências simbólicas à representação indígena na série, escrevendo que deveria abarcá-los mais em episódios futuros. Margaret Lyons, do The New York Times, disse que "como muitas comédias, fica mais engraçado à medida que avança, mas tem uma doçura boba desde o início."